# Штандер (альбом)
«Шта́ндер» — пятый студийный альбом группы «Оркестр креольского танго», записанный в 2007 году на легендарной студии «Эбби-Роуд» в Лондоне.
В альбом вошли большей частью новые песни Андрея Макаревича («Машина времени»).
- Выпуск: Фирма грамзаписи «Никитин» (ТФН-CD 317-07)

Андрей Макаревич:

Началось всё с того, что я понял, что единственная музыка, которую я слушаю сегодня без раздражения, — это американская эстрадно-джазовая вокальная музыка 40-х—50-х годов: Дайана Вашингтон, Чет Беккер, Элла Фицжеральд. Эта музыка полна красивых мелодий, которых в сегодняшнем мире явно недостаток, изумительных аранжировок, оркестров, живого звучания… Всё это вдохновило меня на написание песен для «Штандера». Я не стал называть его классическим вокально-джазовым альбомом, я прекрасно понимаю, что я никакой не джазовый певец, и никогда им не стану, но от соединения живой свинговой игры и того, что делаю, как мне кажется, возникает что-то новое и интересное.

## Список композиций
1. «Лет 30 тому назад»
2. «Из-за угла»
3. «Вдалеке от высоких холмов»
4. «Было не с нами» (посвящение Артуру Пилявину)
5. «Новая опера»
6. «Нам, пожалуй, пора»
7. «Моя любовь» (дуэт с Кристиной Прилепиной)
8. «Птички и мошки»
9. «Ангел № 2»
10. «Разговор на фоне бесконечной ночи» (посвящение Василию Аксёнову)
11. «Вот шхуна покидает»
12. «Штандер»

## В создании участвовали
- Продюсеры — А. Макаревич и В. Матецкий
- Музыка — А. Макаревич
- Слова, акустическая гитара, электрогитара — А. Макаревич
- Аранжировки — Е. Борец и А. Макаревич
- Аранжировки струнных — П. Мюррей
- Аранжировки духовых — Н. Сидвел
- Вибрафон — Ф. Рикотти
- Саксофон — А. Барнс
- Звукорежиссёр — П. Хендерсон
- Ассистент — К. Болстер

а также:
- «Новая опера» — слова М. Генделев, музыка А. Макаревич, Е. Борец, С. Хутас, А. Бакхаус, С. Остроумов
- «Моя любовь» — музыка и слова В. Ткаченко и М. Кучеренко, вокал Кристина Прилепина
- «Ангел № 2» — музыка А. Макаревич и Е. Борец, слова А. Макаревич

Записано на студии #3, Abbey Road, 11—20 ноября 2007 г.